# Para-estatísticas
As para-estatísticas ou paraestatísticasAO 1990 propostas em 1952 por H.Green foi deduzida utilizando uma  teoria de  mecânica quântica de campo. De acordo com suas previsões existiriam novas partículas chamadas parapartículas diferentes de bósons e férmions. As parapartículas com spin meio-inteiro(Spin-½) foram nomeadas parafermions e aquelas com spins inteiros, parabosons.